# كازيميرز لاسكووسكي
كازيميرز لاسكووسكي (بالبولندية: Kazimierz Laskowski)‏ (7 نوفمبر 1899 – 20 أكتوبر 1961) هو ملاكم بولندي راحل، مثّل بلاده في الألعاب الأولمبية الصيفية 1928.

## روابط خارجية
كازيميرز لاسكووسكي على موقع أوليمبيديا (الإنجليزية)
- كازيميرز لاسكووسكي على موقع اللجنة الأولمبية البولندية (مؤرشف) (البولندية)